# Adrian Voinea
Adrian Voinea (Focșani, 6 agosto 1974) è un ex tennista rumeno.

## Carriera
In carriera ha vinto un titolo in singolare, il Brighton International nel 1999. Nei tornei del Grande Slam ha ottenuto il suo miglior risultato raggiungendo i quarti di finale nel singolare all'Open di Francia nel 1995.
In Coppa Davis ha disputato un totale di 18 partite, ottenendo 10 vittorie e 8 sconfitte.

## Statistiche

### Singolare

#### Vittorie (1)
| Numero | Anno              | Torneo                              | Superficie  | Avversario in finale | Punteggio     |
| 1.     | 19 settembre 1999 | Brighton International, Bournemouth | Terra rossa | Stefan Koubek        | 1-6, 7-5, 7-6 |

### Singolare

#### Finali perse (1)
| Numero | Anno              | Torneo                                        | Superficie  | Avversario in finale | Punteggio       |
| 1.     | 30 settembre 1996 | Campionati Internazionali di Sicilia, Palermo | Terra rossa | Karim Alami          | 5-7, 1-2 ritiro |